# Almandin

Fingerring med almandin, 1899.

Almandin, namn introducerat av Plinius den äldre tillämpat på en viss typ av röd granat funnet i Alabanda, en antik stad i Mindre Asien. Den är även känd under benämningen almandit. Almandin är en järn-aluminium-granat med djupröd-violett färg. Den slipas med en konvex översida och slät undersida (så kallad cabochon) varefter den kallas karbunkel. Almandin har den kemiska sammansättningen Fe3Al2(SiO4)3. Magnesium kan substituera järnet vilket ger en mer pyrop-rik sammansättning. Sett i starkt ljus genom ett spektroskop uppvisar almandin i allmänhet tre karakteristiska absorptionsband. Almandin är en änddel av en serie av mineral  i fast lösning, med den andra änddelen av granatpyropen. Formeln för almandinkristall är: Fe3Al2(SiO4)3. Magnesium ersätter järnet med allt pyroprikare sammansättning.
Almandin, Fe23+Al2Si3O12, är ändelementet av järn i klassen av granatmineraler som representerar en viktig grupp av stenbildande silikater, som är huvudbeståndsdelarna i jordskorpan, den övre manteln och övergångszonen. Almandin kristalliserar i den kubiska rymdgruppen Ia3d, med enhetscellsparameter a ≈ 11,512 Å vid 100 K.
Almandin är antiferromagnetisk med Néel-temperaturen på 7,5 K. Den innehåller två ekvivalenta magnetiska subgitter.

## Förekomst
Almandin förekommer ganska rikligt i ädelstensgrusen på Sri Lanka, varifrån den ibland har kallats "Ceylonrubin". När färgen lutar åt en violett nyans kallas stenen ofta för Syriamgranat, ett namn som sägs vara hämtat från Syriam, en gammal stad i Pegu (nu en del av Myanmar). Stora fyndigheter av fina almandingranater hittades för några år sedan i Australiens norra territorium och togs först för rubiner och därför var de kända i handeln en tid efteråt som australiensiska rubiner.
Almandin har stor spridning. Fina rombiska dodekaedrar förekommer i schistosklipporna i Zillertal, i Tyrolen, och är ibland skurna och polerade. En almandin i vilken järnoxiden delvis ersatts av magnesium finns vid Luisenfeld i Tyska Östafrika. I USA finns det många platser som ger almandin. Fina kristaller av almandin inbäddade i glimmerskiffer förekommer nära Wrangell i Alaska. De grova sorterna av almandin krossas ofta för att användas som slipmedel.